# Iwasaburō Takano
Iwasaburō Takano (高野 岩三郎 Takano Iwasaburō?, 15 de octubre de 1871—5 de abril de 1949) fue un estadístico social y activista laboral japonés.

## Inicios y educación
Takano era el hermano menor de Fusataro Takano. Nació el 15 de octubre de 1871 en Nagasaki, Japón. Asistió a la que hoy es conocida como la Academia Kaisei, al Primer Liceo y a la Universidad Imperial de Tokio (actualmente Universidad de Tokio). La educación universitaria de Iwasaburō la financió parcialmente su hermano Fusataro con su trabajo en Estados Unidos. Estudió en la Universidad de Munich desde 1899 hasta 1903, en donde conoció a su esposa Barbara, con la que tuvo una hija en 1902. Luego de regresar a Japón, obtuvo un doctorado en derecho en 1904.

## Carrera
Takano comenzó a enseñar en la Universidad Imperial de Tokio en 1903. Algunos de sus estudiantes más insignes fueron Morito Tatsuo, Ōuchi Hyōei y Maide Chogoro. Takano también fue uno de los miembros fundadores de la Asociación Académica de Políticas Sociales (社会政策学会, Shakai Seisaku Gakkai), entre cuyos miembros, Takano fue uno de los primeros en debatir sobre los sindicatos. Si bien en ese entonces no habían aún sindicatos en Japón, él y su hermano Fusataro eran fervientes defensores de ellos.
En 1910, Takano y otros miembros del departamento de economía de la Universidad hicieron campaña para que el departamento de economía fuera independiente en vez de compartir una facultad con quienes estudiaban derecho o política. El objetivo de Takano no solo estaba en basar el plan de estudios en la investigación empírica, sino que también esperaba que al ser independientes esto condujera a un mayor activismo político dentro del departamento. Sin embargo, la creación del nuevo departamento fue muy lenta debido a problemas financieros. Takano entonces amenazó con renunciar en mayo de 1917, pero se quedó después de que la universidad dijera que acelerarían el trámite. El nuevo departamento finalmente se inauguró en 1919.
A pesar de que el departamento se inauguró, Takano dejó la Universidad en 1920 para dirigir el Instituto Ōhara de Investigación Social de la Universidad Hosei. Después de la Segunda Guerra Mundial, ayudó a formar el Partido Socialista de Japón y fue parte de la Asociación de Investigación de la Constitución. Más tarde se convirtió en director general de NHK en 1946. En 1948 asumió como el director de la Sociedad de Estadística de Japón.
Takano falleció el 5 de abril de 1949.